# Sni dál
Sni dál (v anglickém originále Dream On) je devatenáctá epizoda první řady amerického televizního seriálu Glee. Díl měl premiéru na stanici Fox dne 18. května 2010, v Česku byl poprvé vysílán 23. července 2011 na stanici Prima Love. Režisérem epizody je Joss Whedon, scénář napsal Brad Falchuk, spolutvůrce seriálu. V díle hostuje Neil Patrick Harris v roli Bryana Ryana, bývalé hvězdy sboru za časů, kdy chodil Will na střední školu. Ryan pracuje ve školní radě a hrozí, že sbor odtrhne od školního rozpočtu, kvůli tomu, že se mu nikdy nesplnily jeho sny o showbyznysu. Rachel (Lea Michele) se pokouší najít svou biologickou matku a Artie (Kevin McHale) bojuje se svou touhou chodit. Anglický název epizody „Dream On“ je odkazem na stejnojmennou píseň od skupiny Aerosmith, která v epizodě také zazní.
V díle „Sni dál“ zazní cover verze sedmi písní; čtyři z nich byly vydány jako singly, jsou dostupné ke stažení a objevily se na soundtrackovém albu Glee: The Music, Volume 3 Showstoppers. V americké premiéře sledovalo tuto epizodu 11,59 milionů diváků a získala od kritiků vesměs pozitivní recenze. Maureen Ryan z Chicago Tribune, Bobby Hankinson z Houston Chronicle, Gerrick D. Kennedy z Los Angeles Times a Todd VanDerWerff z The A.V. Club se shodli, že tento díl byl jedním z nejlepších z celé řady. Aly Semigran z MTV, Tim Stack z Entertainment Weekly a Raymund Flandez z The Wall Street Journal zase chválili hudební vystoupení, naopak Blair Baldwin ze Zap2it cítil, že písně v epizodě nebyly konzistentní. Účinkování Neila Patricka Harrise bylo obecně dobře přijato, ale podle Erica Goldmana z IGN chyběl jeho příběhu větší účinek.

## Obsah dílu
Bryan Ryan (Neil Patrick Harris), bývalá hvězda sboru na McKinley High, přijde do školy jako zástupce školní rady. Promluví k členům sboru a každého požádá, aby napsal svůj největší sen na kus papíru. Poté vezme Artieho papír, zmuchlá ho a hodí do koše; tím vysvětluje pointu, že se jejich největší sny stejně nesplní. Protože mu jeho vlastní sen nevyšel, rozhodne se odebrat sboru peníze, kvůli čemuž nebude moci dál fungovat. Will (Matthew Morrison) ho přesvědčí, že ještě není pozdě na to, aby následoval své sny, a zpívá s ním píseň „Piano Man“. Oba se přihlásí na konkurz na roli Jeana Valjeana v místním uvedení muzikálu Bídníci, kde společně formou duetu zazpívají píseň „Dream On“. Bryan se rozhodne, že sboru peníze nechá a věnuje jim dárky (nové kostýmy a nové noty), nicméně svůj názor a přístup změní poté, co mu Sue (Jane Lynch) oznámí, že Will získal v muzikálu hlavní roli. Will nakonec svou roli v muzikálu přenechá Bryanovi, který naopak ušetří sbor.
Rachel se svěří Jessemu (Jonathan Groff), že jejím celoživotním snem je nalézt svou biologickou matku. Když o ní hledají záznamy v krabicích, které byly v suterénu, Jesse tajně vytáhne z košile kazetu a před Rachel předstírá, že ji našel v krabici. Na kazetě je nahrán vzkaz od její matky. Rachel si odmítá kazetu pustit, protože na to ještě není připravena. Jesse se později setká se Shelby Corcoranovou (Idina Menzel), vedoucí Vocal Adrenaline, která odhalí, že je biologickou matkou Rachel, ale po vzájemné dohodě s jejími otci ji nesmí vídat, dokud Rachel nebude plnoletá. Jesse prozradí, že se sice „ujal“ Rachel jen proto, aby se zlepšil v hereckých schopnostech, ale že mu na ní začíná záležet a že ji začíná mít rád. Shelby řekne Jessemu, aby přesvědčil Rachel, aby si kazetu poslechla. Když je Jesse opět u Rachel, pustí kazetu a nechá Rachel o samotě, aby si ji poslechla. Shelby na kazetě zpívá píseň „I Dreamed a Dream“, která vede k duetu s Rachel ve snové scéně. Píseň končí záběrem Rachel v slzách opět v jejím pokoji.
Tina (Jenna Ushkowitz) po Bryanově promluvě přes sborem zjistí, že Artieho největším snem bylo stát se tanečníkem. Tina by si s ním ráda zatančila, ale když se Artie snaží vstát s pomocí berlí ze svého vozíku, vždy spadne. Dívka se kamaráda snaží podpořit a ukáže mu některé nejnovější výzkumy pro léčbu poranění páteře a míchy. Artie čeká v obchodním domě na Tinu, která si šla koupit preclíky, a fantazíruje o tom, že je schopen vstát ze svého vozíku a spolu s Tinou, Brittany, Mercedes, Mattem a Kurtem tančí ve snové scéně při písni „The Safety Dance“. Díky svým nadějím ohledně nových výzkumů se zeptá školní poradkyně Emmy (Jayma Mays) na radu, jak se vyrovnat s možností znovu chodit. Emma ho ale zklame, protože mu řekne, že tento způsob léčby je teprve v úplných počátcích. Tina mu stále nabízí, aby s ní tančil, ale on odmítne a trvá na tom, aby si našla jiného tanečního partnera. Nicméně souhlasí, že v písni zazpívá. Tina si jako svého partnera vybere Mika Changa (Harry Shum mladší), přičemž Artie má v písni „Dream a Little Dream of Me“ pěvecké sólo.

## Natáčení
Epizoda se natáčela v březnu 2010.

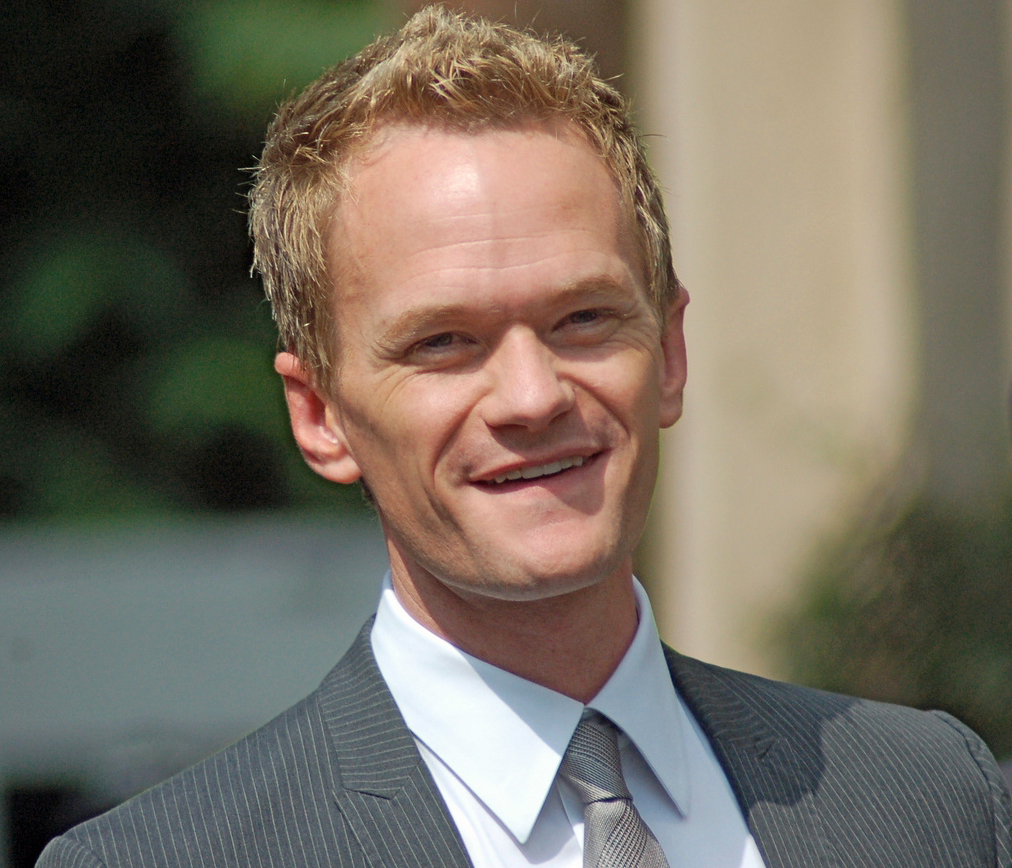
Neil Patrick Harris v epizodě hostuje jako Bryan Ryan

Vedlejší postavy, které se v této epizodě objevily, jsou členové sboru Santana Lopezová (Naya Rivera), Brittany Pierceová (Heather Morris), Mike Chang (Harry Shum mladší), Matt Rutherford (Dijon Talton) a Jesse St. James (Jonathan Groff), dále učitelka astronomie Brenda Castleová (Molly Shannon) a vedoucí Vocal Adrenaline Shelby Corcoranová (Idina Menzel). V epizodě zazní cover verze sedmi písní: Will a Bryan zpívají duet v písních „Dream On“ od Aerosmith a „Piano Man“ od Billyho Joela, přičemž Bryan také zpívá „Daydream Believer“ od The Monkees; účastnice na konkurzu na muzikál Bídníci, kterou si zahrála Wendy Worthington, zpívá „Big Spender“ z muzikálu Sweet Charity; Artie zpívá „The Safety Dance“ od Men Without Hats a „Dream a Little Dream of Me“ od The Mamas & the Papas; Shelby a Rachel zpívají „I Dreamed a Dream“ z muzikálu Bídníci. Všechny písně, kromě „Piano Man“, „Big Spender“ a „Daydream Believer“, byly vydány jako singly a jsou dostupné ke stažení. Skladby „Dream On“, „The Safety Dance“ a „I Dreamed a Dream“ jsou také obsaženy na soundtrackovém albu Glee: The Music, Volume 3 Showstoppers. Píseň „I Dreamed a Dream“ se umístila na 36. místě v irském hudebním žebříčku.
Neil Patrick Harris získal v srpnu 2010 za svůj výkon v díle „Sni dál“ cenu Emmy v kategorii Nejlepší hostující herec v komediálním seriálu.